# Mohammad Reza Ashtiani
Pour les articles homonymes, voir Ashtiani.
Mohammad Reza Ashtiani (en persan : محمد رضا آشتیانی), né en 1960 à Téhéran (Iran) est un militaire iranien, ministre de la Défense et du Soutien aux forces armées (fa) de 2021 à 2024. 

## Biographie

### Chef d'état-major général adjoint
Le 2 juillet 2019, le guide suprême de la Révolution iranienne, Ali Khamenei, le nomme adjoint au chef (fa) d'état-major général (en) des forces armées iraniennes, Mohammad Bagheri. Il reste en poste jusqu'à son approbation comme ministre de la Défense le 25 août 2021. Après son passage au ministère de la Défense, il redevient chef d'état-major général adjoint le 28 août 2024.

### Ministre de la Défense
Il a été désigné ministre de la défense par le président Ebrahim Raïssi le 11 août 2021, et a obtenu un vote de confiance du Parlement le 25 août 2021, avec 274 voix pour, 4 voix contre, 4 abstentions et 2 votes invalides. Sa nomination a été favorisée par son prédécesseur Amir Hatami, qui l'a qualifié de « meilleur candidat » pour le poste. 
Ashtiani a également déclaré qu'il donnerait la priorité à l'exportation de divers produits de défense vers d'autres pays du monde.